# Oldřich Bureš
Oldřich Bureš (* 1979) je český politolog, bezpečnostní expert a vysokoškolský učitel. 

## Studium a kariéra
Narodil se v roce 1979. V letech 1994 až 1998 absolvoval studium na Gymnáziu Žďár nad Sázavou, v letech 1996 až 1997 přitom zároveň absolvoval roční pobyt na na St Andrew's School v Delawaru ve Spojených státech amerických. Dále absolvoval v letech 1998 až 2003 studium politologie a evropských studií na Katedře politologie a evropských studií Filozofické fakulty Univerzity Palackého (KPES UP) v Olomouci. Během studia přitom absolvoval studijní pobyty na Loughborough University ve Velké Británii a Miami University v americkém Ohiu. V letech 2003 až 2004 vystudoval mírová studia a řešení konfliktů na University of Notre Dame v americké Indianě a v letech 2003 až 2005 zároveň absolvoval doktorské studium politologie na Univerzitě Palackého v Olomouci.
V roce 2006 působil jeden semestr jako externí učitel na Fakultě sociálních studií Masarykovy univerzity v Brně, od září 2005 do prosince 2007 vyučoval na KPES UP. Od května 2011 do března 2014 působil v GAČR jako hodnotitel pro politické a právní vědy, od května 2010 do května 2015 působil jako výzkumník na University of Salford. Od ledna 2013 do do srpna 2016 působil jako člen hodnotící skupiny při Akreditační komisi České republiky. Od září 2016 do března 2017 působil jako výzkumník na Durhamské univerzitě. V roce 2021 odešel hostovat na University of South Wales.
Jíž od ledna 2007 dlouhodobě působí na Metropolitní univerzitě Praha, kde v letech 2009 až 2018 zároveň vedl Katedru mezinárodních vztahů a evropských studií. V říjnu 2008 navíc začal působit jako učitel na Katedře bezpečnostních studií na Institutu politologických studií Fakulty sociálních věd Univerzity Karlovy. V roce 2010 se habilitoval v oboru mezinárodní politické vztahy na Fakultě mezinárodních vztahů Vysoké školy ekonomické v Praze. Od srpna 2001 se angažuje v organizaci Člověk v tísni.
Odborně se zaměřuje na problematiku protiteroristické politiky, bezpečnosti a udržení míru. V souvislosti se svým odborným zaměřením byl opakovaně hostem v různých médiích. Hovoří plynně anglicky a německy.